# Obóz pracy przymusowej w Chmielniku
Obóz pracy przymusowej w Chmielniku (niem. Zwangsarbeitslager für Juden Chmielnik) – obóz pracy przymusowej w Chmielniku na terenie Generalnego Gubernatorstwa.
Istniał w okresie od jesieni 1942 do 9 marca 1944. Był przeznaczony dla ludności żydowskiej.